# Christoph Schrewe
Christoph Schrewe (* 19. August 1964 in Stuttgart) ist ein deutscher Film- und Fernsehregisseur.

## Biografie
Christoph Schrewe wollte ursprünglich Schauspieler werden, merkte jedoch, dass ihm die Arbeit hinter der Kamera mehr Freude bereitete und ließ sich auch von der Absage einer Filmhochschule nicht davon beirren, Filme zu machen. Sein erster Film Später Sommer wurde vom Südwestfunk gekauft und, wie auch die nächsten beiden Filme, auf der Berlinale gezeigt. So lief etwa der Film Boomtown bei der Berlinale 1993 in der Sektion Panorama. Es folgten überwiegend Fernsehfilme wie War ich gut?, Apokalypse Eis oder Der Bibelcode. Eines seiner größten Projekte war 2008 der ProSieben-Zweiteiler Der Seewolf mit Thomas Kretschmann in der Hauptrolle. Schrewe dreht zudem internationale Fernsehserien wie Borgia, Mr. Robot, Criminal Minds, Versailles und Berlin Station.

## Filmografie (Auswahl)
- 1989: Später Sommer
- 1989: Cactusland (Kurzfilm)
- 1993: Boomtown
- 1993–1994: Gute Zeiten, schlechte Zeiten
- 1995: Frankie
- 1997: Aber ehrlich (Fernsehserie)
- 1997: Unter die Haut
- 1999: Das Delphinwunder
- 2000: Sex oder Liebe?
- 2001: Verliebte Jungs
- 2002: Die Nacht in der ganz ehrlich überhaupt niemand Sex hatte
- 2002: Lovers and Friends
- 2004: Apokalypse Eis
- 2004: Crazy Race 2 – Warum die Mauer wirklich fiel
- 2005: Meine bezaubernde Nanny
- 2005: Der Mann, den Frauen wollen
- 2005: Popp Dich schlank!
- 2006: Das Konklave
- 2006: Die Cleveren (Fernsehserie, 2 Folgen)
- 2007: War ich gut?
- 2008: Der Bibelcode
- 2008: Der Seewolf
- 2011: Alles was recht ist – Väter, Töchter, Söhne
- 2011: Alles was recht ist – Sein oder Nichtsein
- 2011: Dann kam Lucy
- 2011–2013: Borgia (Fernsehserie, 12 Folgen)
- 2013: Die letzte Fahrt (Fernsehfilm)
- 2015: Das goldene Ufer
- 2015: Mr. Robot (Fernsehserie, 1 Folge)
- seit 2015: Criminal Minds (Fernsehserie)
- 2016: Versailles (Fernsehserie, 3 Folgen)
- 2016–2019: Berlin Station (Fernsehserie, 6 Folgen)
- 2019: City on a Hill (Fernsehserie, 2 Folgen)
- 2019: The Purge (Fernsehserie, 1 Folge)
- 2021: Snowpiercer (Fernsehserie, 2 Folgen)

## Auszeichnungen
- 2005: Nominierung für den 3sat-Zuschauerpreis für Der Mann, den Frauen wollen

## Belege
1. ↑  Christoph Schrewe (Memento des Originals vom 2. August 2011 im Internet Archive)  Info: Der Archivlink wurde automatisch eingesetzt und noch nicht geprüft. Bitte prüfe Original- und Archivlink gemäß Anleitung und entferne dann diesen Hinweis. bei Kino.de

| Personendaten    | Personendaten           |
| ---------------- | ----------------------- |
| NAME             | Schrewe, Christoph      |
| KURZBESCHREIBUNG | deutscher Filmregisseur |
| GEBURTSDATUM     | 19. August 1964         |
| GEBURTSORT       | Stuttgart               |